# یانگی-کیوچ
یانگی-کیوچ (به لاتین: Yangi-Kyuch) یک منطقهٔ مسکونی در روسیه است که در باشقیرستان واقع شده‌است.